# 수렌드라나트 바네르지

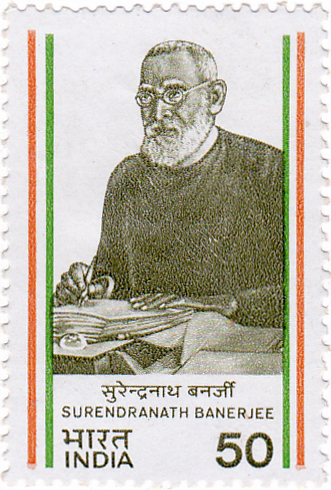

수렌드라나트 바네르지(영어: Surendranath Banerjee, 벵골어: সুরেন্দ্রনাথ বন্দ্যোপাধ্যায়, 1848년 11월 10일 콜카타 ~ 1925년 8월 6일 바락푸르)는 인도의 독립운동가, 정치인, 개혁사상가이자 인도 국민 회의의 지도자였다.